# Manuel Pando Fernández de Pineda

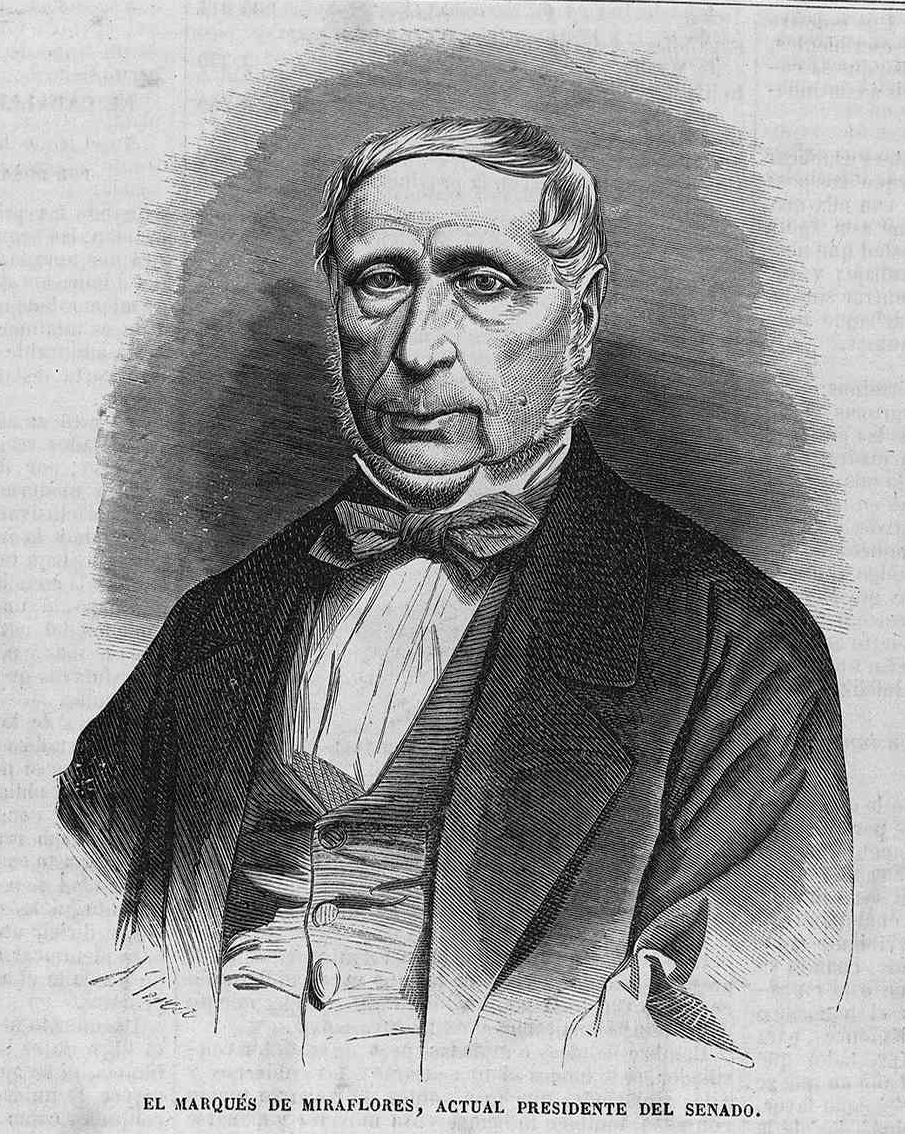
O marquês de Miraflores numa gravura baseada num desenho de Alfredo Perea (El Museo Universal, 1868).

Manuel de Pando y Fernández de Pinedo (Madrid, 22 de dezembro de 1792 — Madrid, 20 de fevereiro de 1872), o 4.º marquês de Miraflores e grande de Espanha, também marquês de Pontejos, conde de Villapaterna e de la Ventosa, senhor de Villargarcía del Pinar e de Miraflores, foi um político, diplomata e historiador que se distinguiu no campo político e diplomático.

## Biografia
O marquês era o segundo filho do influente nobre biscainho Carlos Pando y Álava, que fazia parte do grupo próximo do futuro Fernando VII. Aos 9 anos de idade era pajem do rei Carlos IV de Espanha, mas com a morte do seu irmão mais velho, tornou-se herdeiro do título e dos bens da família. Quando jovem, dedicou-se ao estudo da agricultura e da indústria, criando um grande estabelecimento agrícola em Daimiel (Ciudad Real).
Durante a Guerra da Independência de Espanha (a Guerra Peninsular), participou no levantamento de dois de maio. Posteriormente, toda a família teve de fugir de Madrid para Cádis, uma vez que o seu pai tinha sido eleito presidente constitucional do Município de Madrid entre 1812 e 1813, durante a ocupação francesa.
Em 1814 casou com Vicenta Moñino y Pontejos, condessa de Floridablanca, sobrinha de José Moñino y Redondo, o conde de Floridablanca, ministro de Carlos III de Espanha. Com a subida ao trono de Fernando VII, o tio do novo rei, o infante D. Antonio, pediu-lhe conselhos, a que respondeu redigindo o chamado Memorial de Miraflores. Naquele documento, fez quatro recomendações ao novo rei: (1) não aceitar a Constituição de 1812, uma vez que não participara na sua redação; (2) convocar imediatamente as Cortes Gerais; (3) unir todos os políticos leais à Coroa, sem esquecer ninguém; e (4) proceder a uma amnistia geral dos crimes políticos.
Em 1820, como parte da Milícia Nacional, participou em várias acções com o general Rafael Riego, retirando-se em 1822 e evitando as perseguições da chamada Década Ominosa (ou Década Sinistra de 1823-1833).
Ultrapassada a fase das perseguições, reapareceu na política em 31 de dezembro de 1832, tomando partido pela regente Maria Cristina de Borbón e pela futura rainha Isabel II de Espanha. Em 1834 iniciou a sua carreira diplomática, sendo nomeado ministro plenipotenciário em Londres. O seu maior feito foi a assinatura da Quadrupla Aliança, entre Espanha, o Reino Unido, a França e Portugal, através da qual a causa elisabetana obteve o apoio de duas grandes potências europeias contra as potências absolutistas (Rússia, Áustria e Prússia), apoiantes declarados do pretendente Carlos María Isidro.
Durante a vigência do Estatuto Real de 1834 (1834 a 1836), Miraflores foi prócer del Reino (par do reino). Mas em 1836, quando a Constituição de Cádis foi restabelecida como resultado do Motim da Granja de San Ildefonso, exilou-se em França.
O seu objetivo seguinte foi trabalhar para pôr fim à Guerra Carlista. Regressou a Espanha como senador em 1838, jurou a Constituição Espanhola de 1837 e interveio no Convénio de Vergara. Nesse mesmo ano foi nomeado embaixador em Paris e assistiu à coroação da rainha Vitória do Reino Unido como embaixador extraordinário, cargo que abandonou quando Baldomero Espartero se tornou regente. Mais tarde regressou à atividade política, como senador por Barcelona.
A sua carreira política culminou quando foi nomeado Presidente do Conselho de Ministros de Espanha a 12 de fevereiro de 1846. A situação em Espanha era muito grave, com três problemas inadiáveis: o casamento de Isabel II, as relações com o Papado e o reconhecimento de Isabel como rainha legítima de Espanha pela Rússia, Áustria e Prússia. Foi acompanhado no governo por outro ilustre político, Francisco Javier de Istúriz, como Ministro do Interior.
O seu programa de governo procurava dar corpo à sua ideologia política. Em matéria parlamentar, procurou a legalidade, propondo o diálogo com os dissidentes, a conciliação e a moralidade através de uma administração honesta. Mas o facto de se encontrar subordinado ao general Ramón María Narváez, e os negócios imorais da regente María Cristina em proveito próprio, levaram à demissão do marquês a favor do próprio Narváez.
Após a demissão assumiu as funções de presidente do Senado de Espanha (1845-1852). Após o casamento da rainha Isabel II com Francisco de Asís de Borbón, e devido à sua elevada moral e discrição, o marquês foi nomeado governador do palácio, dedicando-se ao saneamento da administração palaciana, afetada por uma infinidade de males.
Durante a presidência de Juan Bravo Murillo (1851), Miraflores ocupou o Ministério de Estado. Com a sua intervenção, obteve o apoio do Reino Unido e da França, que defenderam Cuba com os seus navios contra as ambições imperialistas dos Estados Unidos. A 2 de março (Gaceta de 3) de 1863, a Rainha Isabel encarregou-o de formar um governo, contando com José Gutiérrez de la Concha, o marquês de Havana, como Ministro da Guerra, e Francisco Mata y Alós, como Ministro da Marinha. Depois de abandonar o cargo em 17 de janeiro de 1864, voltou a ser Presidente do Senado (1866-1868).
No plano profissional, destacam-se os seus trabalhos sobre a história política de Espanha no século XIX, tendo sido eleito membro da Real Academia da História (Real Academia de la Historia) em 5 de julho de 1850.
Foi cavaleiro da Ordem do Tosão de Ouro, cavaleiro grã-cruz da Ordem de Carlos III, cavaleiro da Legião de Honra de França e cavaleiro da Ordem de Cristo portuguesa.

## Obra
Entre outras obras publicadas, é autor das seguintes:
- Apuntes histórico-críticos para escribir la historia de la revolución de España, desde el año 1820 hasta 1823 (1834).
- Documentos a los que se hace referencia en los apuntes histórico-críticos sobre la Revolución de España (1834).
- Memorias para escribir la historia contemporánea de los siete primeros años del reinado de Isabel II. (1843)
- Luis Felipe de Orleans, último Rey de los franceses y su época (1851).
- Pedro Téllez Girón, Príncipe de Anglona (1851).
- De la reforma de la Constitución de 1845 verificada en 1857 y del Proyecto de Ley proponiendo la supresión de sus artículos 18 y 28 de aquella reforma (1864).
- Vida política del marqués de Miraflores, escrita por él mismo (1865).
- España antes y después de 1833. (1868)
- Francisco Javier Istúriz y Montero (1871).
- Memorias del reinado de Isabel II, Atlas, Madrid, 1964, 1.ª edición 1873.